# Stoa
Pour les articles homonymes, voir Stoa (homonymie).

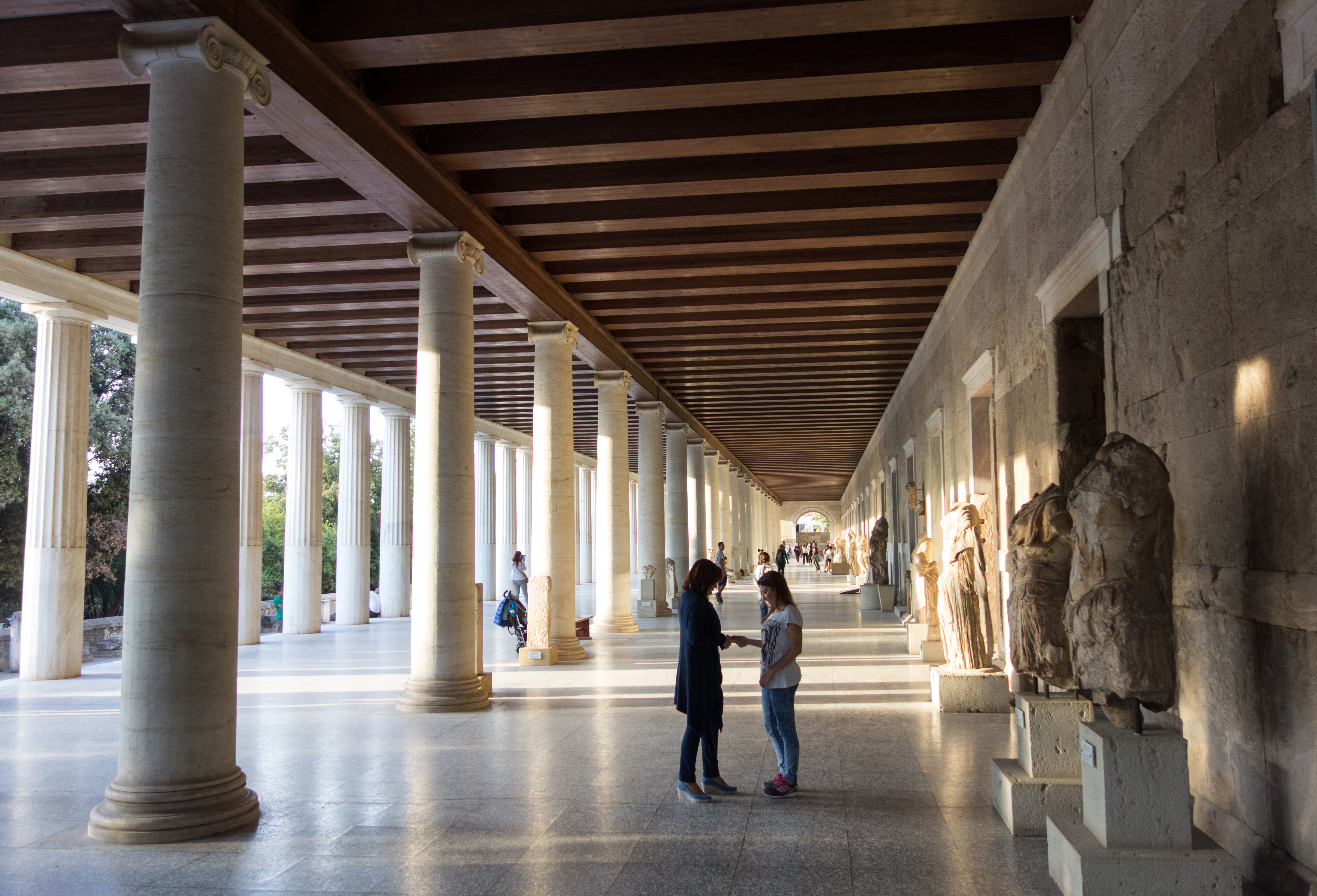
Stoa d'Attale à Athènes.

Stoa (en grec ancien : ἡ στοά / e stoa [ɛː stoά]) est le terme grec désignant un portique, c'est-à-dire un bâtiment, ou la partie d'un bâtiment, couvert, fermé à l'arrière par un mur plein, et ouvert en façade par une colonnade.

## Forme architecturale
La stoa se développe sur l'agora, dont elle constitue un élément essentiel, et son rôle est double. D'une part, c'est sous ses galeries que l'on trouve les bureaux des magistrats, les boutiques marchandes, les entrepôts commerciaux. Les proportions allongées de ce type d'édifice, le déroulement des colonnes, les surfaces et les volumes permettent de créer d'étonnants jeux de lumière et d'ombre, comme on peut s'en rendre compte grâce à la reconstitution de la Stoa d'Attale sur l'agora d'Athènes. D'autre part — et son second rôle — elle est un élément de composition des agoras. Dès la fin du viie siècle av. J.-C., on élève une stoa qui, en composition avec un autre bâtiment, permet de délimiter les premiers contours de la place sacrée où s'élèvent les autels autour desquels se pressent les fidèles et les processions. Mais c'est au ve siècle av. J.-C. que l'on utilise de manière systématique la stoa dans les places publiques. La stoa permet à la fois de délimiter les espaces et de lier entre elles les différentes constructions dispersées sur la place sacrée. En outre, elle forme une sorte de toile de fond sur laquelle se détachent les principaux bâtiments.

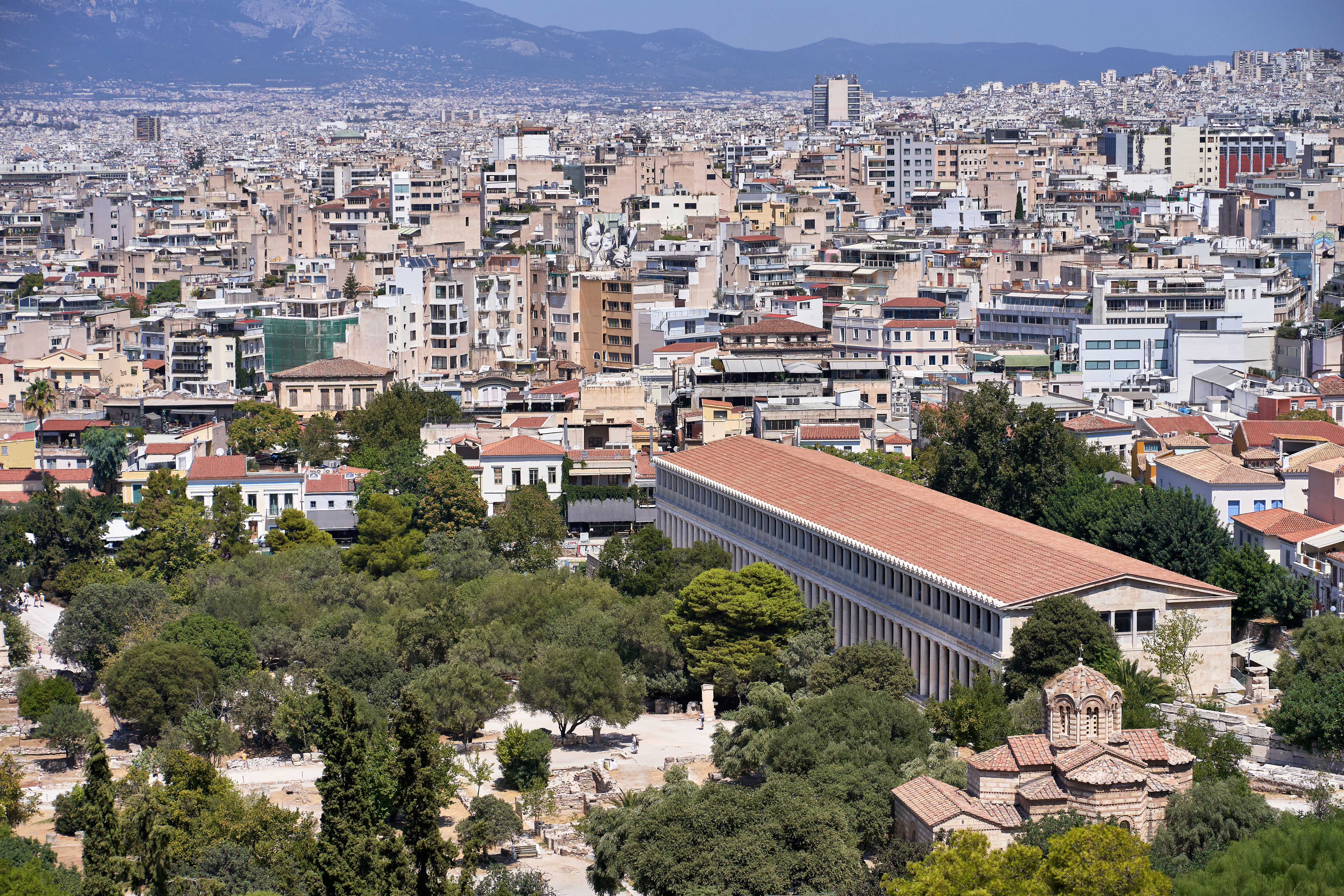
Vue générale de la stoa d'Attale dans l'agora d'Athènes.

La stoa manifeste, selon l'archéologue Marie-Christine Hellmann, qui la définit comme « un long mur devant lequel défile une colonnade, les deux lignes étant réunies par un toit. », le goût des Grecs pour l'emploi de la colonne en composition afin de dessiner des colonnades et constitue « un des édifices les plus caractéristiques de l'architecture grecque, presque autant que le temple ». La plus ancienne connue est la stoa du sanctuaire de Samos, sur la côte d'Asie Mineure. Elle remonte au viie siècle av. J.-C., mesure 70 mètres de long et présente cinquante-quatre poteaux de bois sur deux nefs. On a retrouvé plus de 250 stoas répartis sur plus de 90 sites.
À l'époque classique, les stoa ne comportaient qu'une seule nef. Puis, à partir de l'époque hellénistique, on construisit des portiques plus grands et plus vastes, à deux nefs et souvent avec un étage.

## Fonction

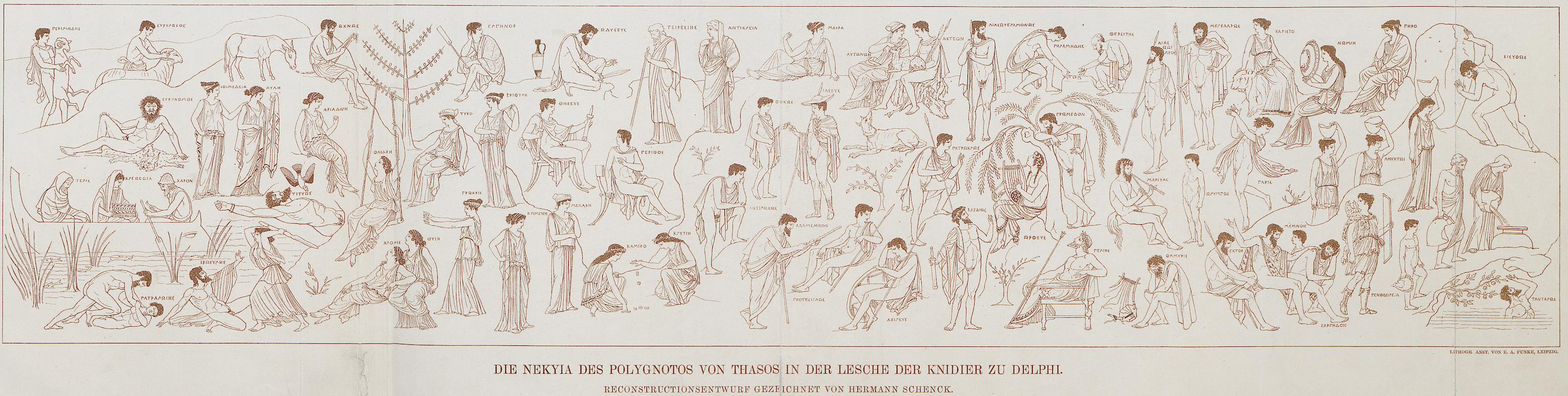
Reconstitution de la Nekuia de Polygnote à Delphes.

La stoa un lieu de rencontre, destiné à protéger diverses activités des intempéries. Les Grecs ont très souvent donné à leurs bâtiments publics la forme de portiques ou de galeries : leurs lieux de rencontre étaient en fait des promenoirs, où l'on traitait les affaires commerciales, discutait de la marche de la cité, comme dans la stoa d'Eumène à Athènes. Elle sert aussi parfois de lieu d'exposition, comme par exemple à Sparte où l'on trouvait dans un long portique les représentations des victoires de la cité, ou encore à Athènes la stoa Poikilè, célèbre pour ses peintures à tendances religieuses et morales, rappelant les grands moments de la cité. On se retrouvait ainsi dans de véritables galeries d'art regroupant les œuvres des grands maîtres de l'époque, comme le peintre Polygnote, dont on retrouve des fragments dans la Leschè des Cnidiens à Delphes.
La stoa peut aussi jouer un rôle spécifique, comme dans le cas de la stoa Basileios à Athènes où siège l'archonte. Les grands évergètes, et notamment les rois de l'époque hellénistique, en font souvent offrande aux cités auprès desquelles ils désirent se distinguer : c'est le cas par exemple de l'une des plus célèbres d'entre elles, la stoa d'Attale, reconstruite par l'École américaine d'archéologie dans les années 1950 pour abriter le musée de l'Agora.

## La stoa des stoïciens
Les premiers philosophes stoïciens se réunissaient sous la stoa Poikilè (la « colonnade peinte »), près de l'agora d’Athènes, de laquelle le mouvement tira son nom qui signifie littéralement « gens de la stoa ».